# 小巴克來骨螺
小巴克來骨螺（学名：Marchia barclayana）为骨螺科長芭蕉螺屬下的一个种。